# Necepsia zairensis
Necepsia zairensis là một loài thực vật có hoa trong họ Đại kích. Loài này được Bouchat & J.Léonard mô tả khoa học đầu tiên năm 1986.